# ماذا عن السيدة اليهودية راحيل؟
ماذا عن السيدة اليهودية راحيل؟ رواية للروائي السوري سليم بركات. صدرت الرواية لأوّل مرة في العام 2019 عن المؤسسة العربية للدراسات والنشر في بيروت. ودخلت في القائمة الطويلة للجائزة العالمية للرواية العربية لعام 2020، المعروفة باسم «جائزة بوكر العربية».